# Yuzuriha
Yuzuriha (鶴星座のユズリハ?, Kurein no Yuzuriha) è un personaggio femminile della serie di anime e manga I Cavalieri dello zodiaco, ed appare nel prequel Lost Canvas, come Cavaliere d'Argento appartenente alla costellazione della Gru.
 Yuzuriha è un personaggio molto ricorrente nella prima parte della storia, nonché il primo su cui l'autrice abbia pubblicato anche un capitolo speciale uscito ad ottobre 2009 sulla rivista Princess Gold dal titolo Yuzuriha Gaiden: Chizumi no mon (ユズリハ外伝 血墨の紋? lett. "Capitolo speciale di Yuzuriha: L'emblema di sangue")

## Storia
Discendente del popolo dello scomparso continente Mu, Yuzuriha è stata addestrata dal Cavaliere dell'Altare Hakurei per diventare un Cavaliere d'argento, essendo dotata di grandi doti da combattente.
Appare nella seconda metà del secondo volume dell'edizione giapponese a seguito della distruzione della città dove erano cresciuti Tenma, Sasha e Aron da parte dello stesso Alone posseduto da Hades, portando Yato e un mezzo morto Tenma nel Jamir dal suo maestro Hakurei.
Dopo aver aiutato Yato a riportare in vita il Cavaliere di Pegaso e a raccogliere i frutti della magnolia degl'inferi, ottenuta l'investitura a Sacro Guerriero si unisce a loro nella lotta contro gli Spectre e Ade ed insieme a Tenma e Yato penetra nella barriera di Hypnos e Thanatos. Poiché è allieva di Hakurei, Yuzuriha è la kohai di Shion dell'Ariete e conosce molto bene Manigoldo di Cancer; ha un fratello di nome Tokusa, al quale è molto affezionata, ma in cui due anni prima dell'inizio della guerra sacra si è risvegliata una delle stelle malefiche, diventando così lo Specter di Hanuman ed uccidendo i genitori come tributo ad Hades. Tokusa fu però battuto da Sion, e Yuzuriha si tatuò l'emblema di famiglia col sangue del fratello per non dimenticare la tragedia che aveva colpito la sua famiglia. A differenza delle altre Sacerdotesse Guerriero apparse nella serie, Yuzuriha combatte spesso senza maschera, soprattutto quando è in missione con Yato e Tenma, ed insieme all'armatura continua ad indossare una lunga sciarpa (dono di sua madre) che usa durante i combattimenti. La sua maschera, inoltre, sembra essere parte integrante dell'armatura. Salita sul Lost Canvas insieme al grosso dell'esercito di Athena, è stata pietrificata a causa di una trappola di Hades. Nell'ultimo capitolo si apprende che è sopravvissuta alla guerra dopo essere stata teletrasportata insieme a Yato in Jamir, e Athena ha sigillato il cosmo a lei e al ragazzo, in modo che i due possano vivere una vita da normali esseri umani. Nel capitolo speciale di Lost Canvas vediamo Kiki indossare il suo bracciale, segno che egli è un suo discendente come esplicitato dall'autrice durante la sua partecipazione ad una fiera a Nizza nel 2013.

## Abilità
Yuzuriha è molto abile nel combattimento corpo a corpo, usa spesso la sua lunga sciarpa per avvolgere il nemico e poi colpirlo con calci. Il suo colpo segreto è il Calcio fulminante della Veste Danzante (絢舞裳閃脚?, Kenbu Shōsenkyaku), che consiste in una combinazione di calci e colpi della sua lunga sciarpa manovrata grazie alla psicocinesi.

Yuzuriha con Yato e Tenma

Altra abilità legata al Cosmo della ragazza è il teletrasporto (molto comune fra tutti gli abitanti del Jamir, se pensiamo a Mu e Kiki nella serie classica, o ad Atla in Lost Canvas); durante la battaglia contro il Demone della palude evocato da Ipno e Tanato si dimostra capace di usare il cosmo per generare raffiche ardenti.
- Alla fine delle serie non possiede più alcun potere, avendo Atena sigillato il suo cosmo.